# گروه کامپس
گروه کامپس (به انگلیسی: Compass Group) شرکت خدمات پشتیبانی بریتانیایی و چندملیتی است، که بزرگترین شرکت ارائه خدمات موادغذایی در جهان می‌باشد.
شرکت کامپس در سال ۱۹۹۴ جک باتمن تأسیس شد و در حال حاضر دارای عملیات در بیش از ۵۰ کشور جهان می‌باشد و سالانه بالغ بر ۴ میلیارد وعده غذا را در مکان‌های مختلف عرضه می‌کند، که شامل: ادارات و کارخانه‌ها، مدارس و دانشگاه‌ها، بیمارستان‌ها، ورزشگاه‌ها و سالن‌های فرهنگی، اردوگاه‌های نظامی، معادن و سکوهای نفتی دور از ساحل می‌باشند.
دفتر مرکزی این شرکت در شهر ساری (انگلستان)، بریتانیا قرار دارد و بخشی از سهام آن در بازار بورس لندن معامله می‌شود. رقبای اصلی گروه کامپس شرکت‌های سودکسو و آرامارک می‌باشند.